# Aparasphenodon bokermanni
Aparasphenodon bokermanni é uma espécie de anfíbio da família Hylidae. Endêmica do Brasil, onde pode ser encontrada no município de Iguape, no estado de São Paulo, e no município de Guaramirim, no estado de Santa Catarina.